# Tornos penumbrosa
Tornos penumbrosa är en fjärilsart som beskrevs av Dyar 1914. Tornos penumbrosa ingår i släktet Tornos och familjen mätare. Inga underarter finns listade i Catalogue of Life.